# Пересмішник білобровий
Пересмішник білобровий (Mimus saturninus) — вид горобцеподібних птахів родини пересмішникових (Mimidae). Вид зустрічається в Бразилії, Болівії, Уругваї, Парагваї, Аргентині та Суринамі. Мешкає на відкритих місцевостях серед чагарників. Тіло завдовжки до 27 см. Живиться фруктами, комахами, дрібними хребетними. У гніздо відкладає 2-3 блакитних яйця.